# Basham Brothers

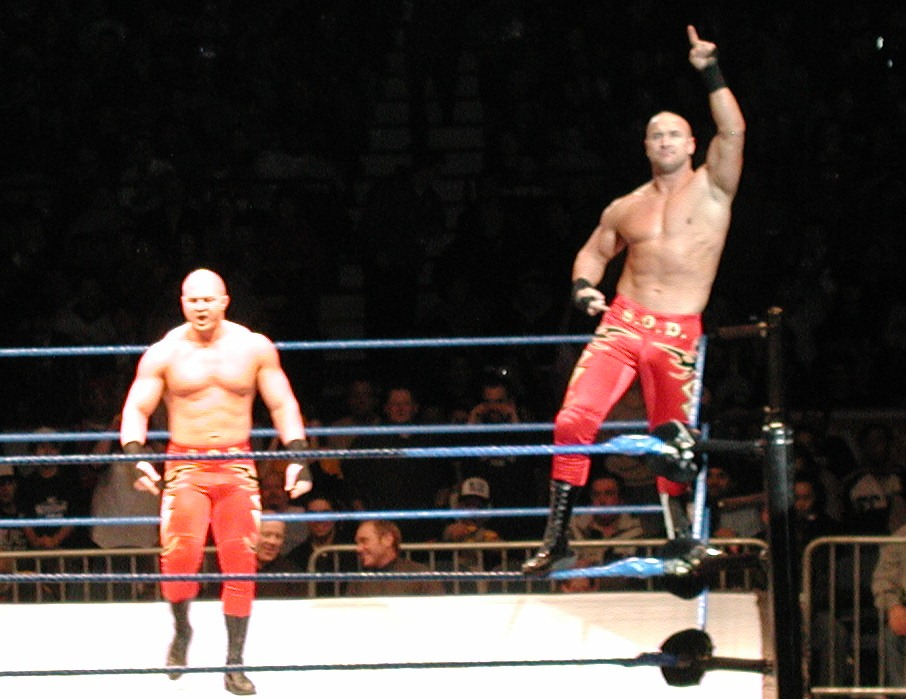
Doug (direita) e Danny (esquerda)

Os Basham Brothers são um tag team de wrestling profissional, o qual trabalhou na Total Nonstop Action Wrestling (TNA) e na WWE. Consiste em Doug Basham e Daniel Hollie. Atualmente, a dupla atua pela AWA Superstars of Wrestling.
Enquanto atuavam na SmackDown, conquistaram por duas vezes o WWE Tag Team Championship. Na ECW foram conhecidos como "Paul Heyman's Personal Enforcers", os enforcers pessoais de Paul Heyman. A equipe ficou na Total Nonstop Action Wrestling entre Abril e Agosto de 2007.

## Títulos e prêmios
- Ohio Valley Wrestling
  - OVW Southern Tag Team Championship (1 vez)
- WWE
  - WWE Tag Team Championship (2 vezes)